# Ingeborg Burmester
Ingeborg Burmester (geboren am 6. November 1904 oder 1906; gestorben am 27. Oktober 1995 in Hamburg) war eine deutsche Sopranistin und Opernsängerin.

## Leben
Ingeborg Burmester hatte ihr erstes Engagement 1930 am Stadttheater Rostock, ab 1931 bis 1935 sang sie auf der Bühne der Staatsoper Hamburg. Sie sang Opernpartien aus dem Koloraturfach, wie Gilda, Rosina und die Königin der Nacht. Danach gab sie gelegentlich Gastspiele oder Konzerte. 1944 stand sie auf der Gottbegnadeten-Liste der im Rüstungseinsatz tätigen Künstler. Später wirkte sie noch zehn Jahre lang an der Hamburger Theaterschule Höpfner.